# Çalık Enerji
Çalık Enerji é uma companhia energética da Turquia.

## História
A companhia foi estabelecida em 1998.